# Tarse (paupière)
Pour les articles homonymes, voir tarse.
Le tarse (tarse palpébral) est une lamelle de tissu conjonctif dense (en) située dans la paupière, contribuant à la forme et au soutien de cette dernière. Sa longueur est d'environ 2,5 cm.